# Ranunculus cacuminis
Ranunculus cacuminis là một loài thực vật có hoa trong họ Mao lương. Loài này được Strid & Papan. miêu tả khoa học đầu tiên năm 1978.